# (4086) Podalirius
(4086) Podalirius ist ein Asteroid aus der Gruppe der Jupiter-Trojaner. Damit werden Asteroiden bezeichnet, die auf den Lagrange-Punkten auf der Bahn des Jupiter um die Sonne laufen. (4086) Podalirius wurde am 9. November 1985 von der russischen Astronomin Ljudmyla Schurawlowa entdeckt. Er ist dem Lagrangepunkt L4 zugeordnet. 
Benannt ist der Asteroid nach dem Arzt Podaleirios, einer Gestalt der griechischen Mythologie und einer der heilkundigen Söhne des Asklepios.